# Postal 2
Postal 2 es un videojuego de disparos en primera persona para PC de Running with Scissors, Inc.. Es la secuela del videojuego de 1997, Postal. Ambos son intencionalmente muy controvertidos debido a los altos niveles de violencia y los estereotipos. A diferencia de su antecesor, Postal 2 está basado en el motor gráfico Unreal Engine 2. 

## Historia
El juego se sitúa en la ciudad ficticia de Paradise, Arizona. El protagonista se llama Mr. Dude (o simplemente "tipo") el cual vive en un Remolque detrás de una casa en un terreno baldío junto a su esposa, a la cual llama "perra", y su perro llamado "Champ".
Mr. Dude es un tipo alto pelirrojo con barba de chivo, tiene una chaqueta negra de cuero con un botón de cara feliz, una camisa de alienígena, pantalones, zapatos y gafas oscuras.
Mr. Dude tiene que hacer los recados que le pone su esposa al iniciar cada día y se pueden hacer de manera pacífica o violenta (a elección del jugador) con una variedad de armas que van desde armas blancas (como los Machetes, Navajas, Porras, Tijeras, Guadañas, etc.) armas arrojadizas (como Granadas, Cocteles Molotov, Dinamita o cabezas podridas de vaca) armas de fuego (como Pistolas, Subfusiles, Escopetas normales o con gatos y Recortadas, etc.) O ya casi para el final de la semana, armas de destrucción mayor (Lanzacohetes) y masiva (Armas nucleares).
El juego base tiene los días de lunes a viernes con una extensión posterior el sábado y domingo (este siendo el último día y por ende el final del juego) haciendo estos parte de Apocalypse Weekend y dejan de tener el formato libre de tareas por hacer en el orden que se quiera cambiando a tareas específicas que hay que hacer sin mapa libre.
Después de completar la semana el juego termina pero continua con su expansión Paradise Lost, la "verdadera continuación de postal 2" (esto a causa del mal recibimiento que tuvo postal 3) en donde, después de que un arma nuclear destruyera Paradise y Champ saliera por la ventana del coche de Mr. Dude mientras huían de ahí, el protagonista tenga que regresar para recuperar a su perro.

## Personaje
El personaje es The Postal Dude Jr. (se sabe que este es su nombre por los peatones al interactuar con él lo denominan como Mr. Dude y en la lápida del padre aparece escrito "Mr. Dude"). 
Él es un hombre alto y delgado con perilla, lleva gafas de sol, una camiseta azul con un alien, y un largo abrigo de cuero negro. También tiene un pin de una carita sonriente en la parte derecha del abrigo.
Vive en un remolque con su mujer y su perro en la ciudad minera de Paradise, Arizona.

## Jugabilidad
El juego se divide en días, cada día el jugador tiene una lista de objetivos y al cumplirlos el día termina. Los días son de lunes a viernes, siendo este último el final del juego. Estos objetivos los puedes cumplir de la manera pacífica o violenta.
Bandas
El juego presenta varias bandas a lo largo de la historia que se portarán hostiles con el jugador, estas bandas son:
- Los Terroristas (basados en Al Qaeda) 
- Los Manifestantes Anti-Videojuegos (principalmente Anti-RWS)
- Los Manifestantes Anti-Libros (parodia a los Ambientalistas)
- Los "Paletos" (presuntos Sadomasoquistas)
- Los Animalistas (solo el sábado)
- Los Carniceros (parodia a los Caníbales)
- Los Zombies (solo el sábado y domingo, incluyendo una parodia zombificada del actor Gary Coleman)
- La Autoridad de Paradise que incluye a los Policías normales, SWAT, ATF y el Ejército de los Estados Unidos (estos serán hostiles solo si el jugador lo quiere excepto en una tarea del viernes que trata de llevarle un regalo al tío de nuestro protagonista y el domingo en donde serán hostiles prácticamente todo el tiempo)
- Los perros (no son una banda como tal pero si pueden ser reclutados por el jugador dándoles de comer, en ese caso estarán con el jugador todo el tiempo y lo defenderán de cualquier NPC que lo ataque sin importar quien sea)